# Slaget ved Chalons
Slaget ved Chalons i Champagne (også Slaget på de Katalauniske sletter) fandt sted i år 451 mellem hunnerne under kong Attila og på den anden side romerne under Flavius Aetius og visigoterne under kong Teoderik I. Slaget var det vestromerske riges sidste seriøse militæroperation.
Man ved ikke præcist, hvor slaget fandt sted, men man antager, at det var i nærheden af byen Châlons-sur-Marne (Châlons-en-Champagne fra 1997) i departementet Marne.

## Baggrund
Hen mod 450 e.Kr. var den romerske kontrol over Gallien stærkt svækket; som med alle provinser uden for Italien. Vestgoterne, som havde slået sig ned i Aquitanien en generation tidligere, var blevet stadig mere rastløse. Burgunderne, som havde slået sig ned ved Alperne, var mere villige til at underlægge sig Rom, men var også på udkik efter muligheder for oprør. Det nordlige Gallien mellem Rhinen og Marne havde været helt overladt til frankerne, og Armorica var kun nominelt en del af riget. Det eneste, som fortsat var under sikker romersk kontrol, var kystområderne langs Middelhavet og et område, som strakte sig fra Aureliani mod nord langs floden Loire over til og ned langs Rhône.
Historikeren Jordanes siger, at Attila var opmuntret af Geiserik, vandalernes konge, til at føre krig mod vestgoterne, mens Geiserik samtidigt forsøgte at sætte vestgoterne og Det Vestromerske Rige op imod hinanden. Andre samtidige forfattere angiver andre motiver. Få år tidligere var Honoria, kejser Valentinian IIIs besværlige søster bortgiftet til en loyal senator, Herkulanus, for at få hende af vejen på en respektabel måde. Nu sendte hun en besked til hunnerkongen og bad om hans hjælp i at flygte fra ægteskabet. Det tolkede Attila som et ægteskabstilbud. Han krævede, at Honoria skulle udleveres til ham med halvdelen af Valentinians rige som medgift. Valentinian afslog disse krav, og Attila brugte dem som påskud for et felttog i Gallien.
I begyndelsen af 451 krydsede Attila Rhinen med sine tilhængere og mange allierede. Hans hær plyndrede Divodurum den 7. april. Andre byer, han angreb, ses af helgenberetningerne (eller vitae) om deres biskopper: Nicasius blev slagtet foran alteret i sin kirke i Reims, Servatus skal have reddet Tongeren med sine bønner på samme måde, som Genevieve skal have reddet Paris.
I juni var Attilas hær nået til Aureliani, som beherskede et vigtigt krydsningspunkt over Loire. Ifølge Jordanes havde Sangiban, alanernes konge, hvis rige omfattede Aureliani, lovet at åbne byens porte for Attila. Det bekræftes af beretningen om Vita S. Anianus og i en senere beretning af Gregor af Tours (Historia Francorum), selv om Sangibans navn ikke er med i deres beretninger. Befolkningen i Aureliani lukkede imidlertid byens porte for invasionshæren, og Attila ventede enten på, at Sangiban skulle holde sit løfte eller indledte en belejring af byen.
Da patricius Aëtius (patricius var den øverste militære leder) hørte om invasionen, drog han hurtigt fra Italien og ind i Gallien ifølge Sidonius Apollinaris og "ledede en styrke, som bestod af støttetropper, få og spredte, uden en eneste regulær soldat" (Carmina). Han forsøgte først at få Teoderik til at slutte sig til ham, men da kongen hørte, hvor få soldater, Aëtius havde med sig, bestemte han sig til, at vente på hunnerne i sit eget område. Aëtius henvendte sig til en stor lokal magnat, Avitus, som ikke blot formåede at overbevise Teoderik til at slutte sig til romerne, men også skaffede tilslutning fra andre barbariske indbyggere i Gallien. De samlede hære marcherede mod Aureliani og nåede byen omkring den 14. juni.
De nåede Aureliani i bogstavelig talt sidste minut. Ifølge forfatteren af Vita S. Anianus havde Attila brudt igennem bymurene og havde fået en styrke ind i byen, da nyhederne om den allierede hær nåede ham. Selv om han praktisk talt havde kontrol over byen, vidste han, at han snart selv ville blive belejret i en by med en fjendtlig befolkning langt fra sit eget land. Han opbrød lejren og satte kursen mod sit eget land, og han ledte uden tvivl efter et egnet sted, hvor han kunne tage kampen op, da han havde Teoderik og Aëtius lige i hælene. De to styrker mødtes på de katalauniske sletter 20. juni, en dato som først blev foreslået af J.B. Bury og senere acepteret af mange, selv om nogen kilder hævder den 20. september.
Det er usikkert, hvor de katalauniske sletter ligger. Historikeren Thomas Hodgkin mener, at stedet ligger ved Méry-sur-Seine, men de fleste placerer dem ved Châlons-en-Champagne.

## Slaget
Natten før hovedslaget stødte en af de frankiske styrker på romersk side på en gruppe gepider, som var loyale mod Attila. Jordanes siger, at denne træfning efterlod 15.000 døde på begge sider.
Attila fulgte sit folks traditioner og fik sine spåkyndige til at undersøge indvoldene fra et offer den morgen. De forudsagde, at hunnerne ville opleve en katastrofe, og at en af lederne af hans modstandere ville blive dræbt. I håb om, at Aëtius ville blive dræbt i kampene, gav han til sidst ordren om at kæmpe, selv med risiko for sit eget liv, men han ventede helt til den niende time (omtrent klokken 15.00), så den kommende skumring kunne hjælpe hans eventuelt besejrede styrker til at flygte fra slagmarken.
Ifølge Jordanes steg de katalauniske sletter op på en side med en brat bakke mod en top, som dominerede slagmarken, og som blev slagets centrum. Hunnerne tog først den højre side af denne top, mens romerne tog den venstre med selve toppen ubesat mellem dem. Han forklarer videre, at vestgoterne holdt den højre side, romerne venstre og med Sangiban hvis loyalitet var behæftet med tvivl med sine alanere omsluttet i midten. Da de hunniske styrker forsøgte at tage denne afgørende position, blev de slået tilbage af den romerske alliance, hvis tropper var der først. De hunniske krigere flygtede tilbage i uorden mod deres egne og skabte kaos i resten af Attilas hær.
Attila forsøgte at samle sine styrker og kæmpede for at holde sin position. Imens blev kong Teoderik, mens han opmuntrede sine egne mænd til fremrykning, dræbt i angrebet, uden at hans mænd lagde mærke til det. Jordanes siger, at Teoderik blev kastet af sin hest og trampet ihjel af sine fremrykkende mænd, men oplyser også, at en anden fortælling siger, at Teoderik blev dræbt af østgoteren Andags spyd. Da Jordanes var skriver for Andags søn Guntigis, og da denne fortælling ikke er sand, må den sikkert opfattes som en stolt familietradition.
Vestgoterne forcerede alanerne, som var ved deres side, og angreb Attilas egne livvagtsenheder. Det tvang Attila til at søge tilflugt i sin egen lejr, som han havde befæstet med vogne. Det romersk-gotiske angreb passerede den hunniske lejr efter de flygtende fjendetropper, for da natten faldt på, og Torismund, kong Tedoeriks søn, trak sig tilbage til egne rækker, gik han ved en fejl ind i Attilas lejr, hvor han blev såret i tumulten, før hans tilhængere kunne redde ham. Mørket adskilte også Aëtius fra hans egne mænd. Idet han frygtede, at katastrofen havde ramt dem, ledte han efter sine gotiske allierede og tilbragte resten af natten sammen med dem.
Dagen efter fandt goterne og romerne slagmarkerne "dækket af lig og hunnerne holdt sig væk", og holdt et møde om hvordan, de skulle fortsætte. De vidste, at Attila havde få forsyninger og "var forhindret fra at nærme sig af en mur af pile placeret indenfor den romerske lejr", bestemte de sig for at belejre hans lejr. I den desperate situation forblev Attila urokkelig og "opsatte en begravelseshøj af sadler, så hvis fjenden skulle angribe ham, var han besluttet på at kaste sig i flammerne, så ingen skulle få glæden at skade ham, og at herren over så mange folkeslag ikke skulle falde i fjendens hænder».
Under belejringen af Attilas lejr, gik vestgoterne rundt for at lede efter deres savnede konge og Torismund, kongens søn. Efter at have søgt længe, fandt de Teoderiks lig under en høj af lig og bar ham væk med heroiske sange foran fjenden. Torismund ønskede at angribe Attilas lejr, da han hørte om sin faders død, men da han først rådførte sig med Aëtius, gav patriciusen et andet råd. Ifølge Jordanes frygtede Aëtius, at hvis hunnerne blev fuldstændig knust af vestgoterne, ville de bryde deres afhængighed af Romerriget og blive en endnu større trussel. Derfor rådede Aëtius goterkongen til hurtigt at drage hjem og sikre tronen for sig selv, før hans brødre kunne gøre det. Det ville tvinge Torismund i krig med sine egne landsmænd.
Torismund drog hastigt til Tolosa og blev konge uden modstand. Da vestgoterne trak sig tilbage, troede Attila først, at det var et forsøg på taktisk spil for at lokke ham ud i åbent område for at tilintetgøre ham og blev derfor inde i sin befæstning, før han risikerede at forlade sin sikre position og til sidst drage hjem. Gregor af Tours hævder, at Aëtius brugte samme strategi for at slippe af med sine frankiske allierede, og at han samlede byttet på slagmarken til sig selv.

## Styrker
Begge hære bestod af kæmpende fra mange folkeslag. Jordanes skriver, at Aëtius' allierede ved siden af vestgoterne omfattede både saliske og ripuariske frankere, sarmatere, armorikere, liticiere, burgundere, saksere, olibronere (som han beskriver som "en gang romerske soldater og nu blomsten i de allierede styrker") og andre keltiske eller germanske stammer.
Jordanes' liste for Attilas allierede inkluderer gepiderne under deres kong Ardarik, desuden en østgotisk hær ledet af brødrene Valamir, Teodemir (fader til den senere østgotiske konge Teoderik den Store) og Vidimir, grene af amalierne. Sidonius giver en mere omfattende liste over allierede: rugiere, gepider, geloniere, burgundere, skirere, bellonotiere, neuriere, bastarner, thuringere, bructere og frankere, som levede langs Neckar. E.A. Thompson rejser tvivl om flere af disse navne:
Bastarnere, bructeriere, geloniere og neuriere var forsvundet hundreder af år før hunnernes tid, mens bellonotti aldrig havde eksisteret. Antagelig tænkte den lærde poet på ballonitiere, et folkeslag opfundet af Valerius Flaccus næsten fire århundreder tidligere.
På den anden side tror Thompson, at tilstedeværelsen af burgundere på hunnisk side er troværdig og bemærker, at en gruppe er dokumenteret at være forblevet tilbage øst for Rhinen. Han tror, at de andre folkeslag, som kun Sidonius nævner, rugierne, skirerne og thuringerne, antagelig deltog i slaget.
Men antallet af deltagere på begge sider er spekulativt. Jordanes siger, at antallet af døde i dette slag er 165.000, fraset tabene under den frankisk-gepidiske træfning før hovedslaget. Hydatius, en historiker som levede under Attilas invasion, angav antallet til 300.000 døde. Ingen primærkilder giver overslag over antallet af deltagere.
Tallene hos både Jordanes og Hydatius er usandsynligt høje. Thompson bemærker i en fodnote, at "jeg tvivler på, at Attila kunne have forsynet en hær på selv 30.000 mand". Til sammenligning opretholdt Romerriget i begyndelsen af det 3. århundrede e.Kr. 30 legioner med lige under 5.200 mand i hver legion. Hvis man antager den generelle formodning, at antallet af støttetropper modsvarede antallet af legionærer, foruden pretorianergarden på 5.000 mand og seks urbane kohorter, får man, at Romerriget på sin højde havde i alt 323.000 soldater spredt ud over sine territorier.
Et bedre skøn over antallet af krigere kan findes i studierne af Botitia Dignitatum af A.H.M. Jones. Dette dokumenter er en liste af embedsmænd og militære enheder, som sidst blev opdateret i de første tiår i det 5. århundrede. Notitia Dignitatum opregner 58 forskellige regulære enheder og 33 limitanei, som tjente enten i de galliske provinser eller på grænserne i nærheden. Samlet fandtes i disse enheder, ifølge analyserne af Jones, 34.000 for de regulære enheder og 11.500 for limitanei, eller samlet lige under 46.000 mand. Mens de romerske styrker i Gallien var blevet meget mindre på denne tid, og man godtager det totale antal, som kæmpede med Teoderik og Aëtius, er man næppe langt fra det rette tal. Ved at antage, at de romersk-gotiske og hunniske styrker var omtrent lige store, involverede slaget i alt lige under 100.000 krigere, foruden tjenere og dem som fulgte med i lejren og som almindeligvis aldrig bliver nævnt.

## Arkæologiske fund
En arbejder fandt i 1842 en grav ved Pouan, en landsby på den sydlige bred af Aube, omkring 16 km fra Mery-sur-Seine. Dette fund bestod af et skelet med juveler, guldornamenter og to sværd. Denne grav var tydeligvis en germansk krigergrav fra det 6. århundrede. Disse fund blev i bymuseet i Troyes.
Arkæologen, som beskrev dette fund, Peigne Delacourt, hævdede, at det var resterne af Teoderik, som blev dræbt i slaget og hurtigt blev gravlagt af sine tilhængere, som havde tænkt at hente liget efter slaget, men på grund af en fejl eller deres død, blev det forkerte lig hentet og begravet i Toulouse. Hodgkins, og senere J.B. Bury, udtrykte skepsis over denne identifikation.

## Efterspil
Dette slag er, særlig efter at sir Edward Creasy skrev sin The Fifteen Decisive Battles of the World, regnet som et af de vigtigste slag i senantikken. Men selv om antallet af kæmpende ikke var så lille som i mange konflikter i de næste århundreder, var det ikke så stort som for eksempel det utvivlsomt vigtige slag ved Adrianopel i 378 e.Kr. Og det stoppede ikke Attilas kampagne mod Romerriget. Året efter invaderede en svækket Attila Italien og skabte megen ødelæggelse. Han stoppede først sin kampagne efter, at Pave Leo 1. mødte ham ved et vadested i floden Mincio. Det var først efter Attilas pludselige død i 453 og efter, at de delte og kæmpende hunniske styrker angreb hinanden i slaget ved Nedao året efter, at hunnerne forsvandt som en trussel mod Europa.
Romerriget formåede ikke efter denne sejr at stige til fornyet militær magt, men i stedet blev det svækket, selv om dette skete senere end for hunnerne. Til trods for mordet først af Aëtius så af kejser Valentinian III, så plyndringen af Rom af Geiserik i 455, var der fortsat nok af Det Vestromerske Rige en generation senere, som krigsherrer kæmpede om. At hævde, at et slag er afgørende, er at hævde, at det forandrede retningen for begivenheder på en måde, som ikke kan vendes. Hvis Attila havde vundet, ville hans rige være gået i opløsning ved hans død, Romerriget ville fortsat have lakket mod enden i vest, Gallien ville fortsat have været den pris, som vestgoterne, burgunderne og frankerne senere kæmpede om.
To samtidige beskrivelser viser, at dette slag havde et ry uden sidestykke for sin nedslagtning. Den første er fra Jordanes:
"For hvis vi tror vore ældre, steg en bæk som løb mellem de lave højder gennem sletten på grund af blodet fra nedslagtningen. Den gik ikke over sine bredder på grund af regn, som bække vanligvis gør, men voksede af en mærkelig strøm og blev til en lille flod på grund af blodet. De, som blev såret og måtte slukke deres tørst, drak vand blandet med kropsvæsker. De var tvunget til at drikke det, de troede var blod, som var løbet ud af deres egne sår."
Den anden kommer fra filosoffen Damaskius, som ikke så mange år efter hørte, at kampene var så alvorlige, "at ingen overlevede undtaget lederne på begge sider og nogen få tilhængere. Men spøgelserne af dem, som faldt, fortsatte kampen i tre hele dage og nætter så voldsomt, som om de havde været i live. Klangen fra deres våben kunne tydeligt høres."
En sidste grund til dette slags ry er, at det var det første efter Konstantin den Stores død, hvor en hovedsagelig kristen styrke stod over for en hedensk modstander. Denne faktor var ret oplagt for samtiden, som ofte nævner bøn som en vigtig faktor i dette slag (jævnfør fortællingen hos Gregor af Tours om Aëtius' kones bønner, som reddede romerens liv i Historia Francorum).